# 健康主義
健康主義（Medicalization）是近年來歐美創出的新詞，表示各種關於衛生、健康、與醫療的意識形態建構，日文稱「健康至上主義」。
此詞最早由政治經濟學者Robert Crawford於其1980年的論文《健康主義與日常生活的醫療化》中所提出，該文描述美國自1970年代以來的政治意識形態如何將健康與疾病的問題歸因給個人。
Petr Skrabanek在1994年的著作《人道醫療之死與強迫式健康主義之興起》（The Death of Humane Medicine and the Rise of Coercive Healthism）中專文探討健康主義。Skrabanek文中以貶意方式使用健康主義一詞。
不過，21世紀開始的新興運動將健康主義視為一種賦權（empowering）的正面現象，而非強迫式的。西方主流社會中所流行的預防醫學形式、瑜珈、靜坐、體適能與飲食療法、與對生活形態改變的重視，都是明顯的例子。